# アフガニスタンの警察

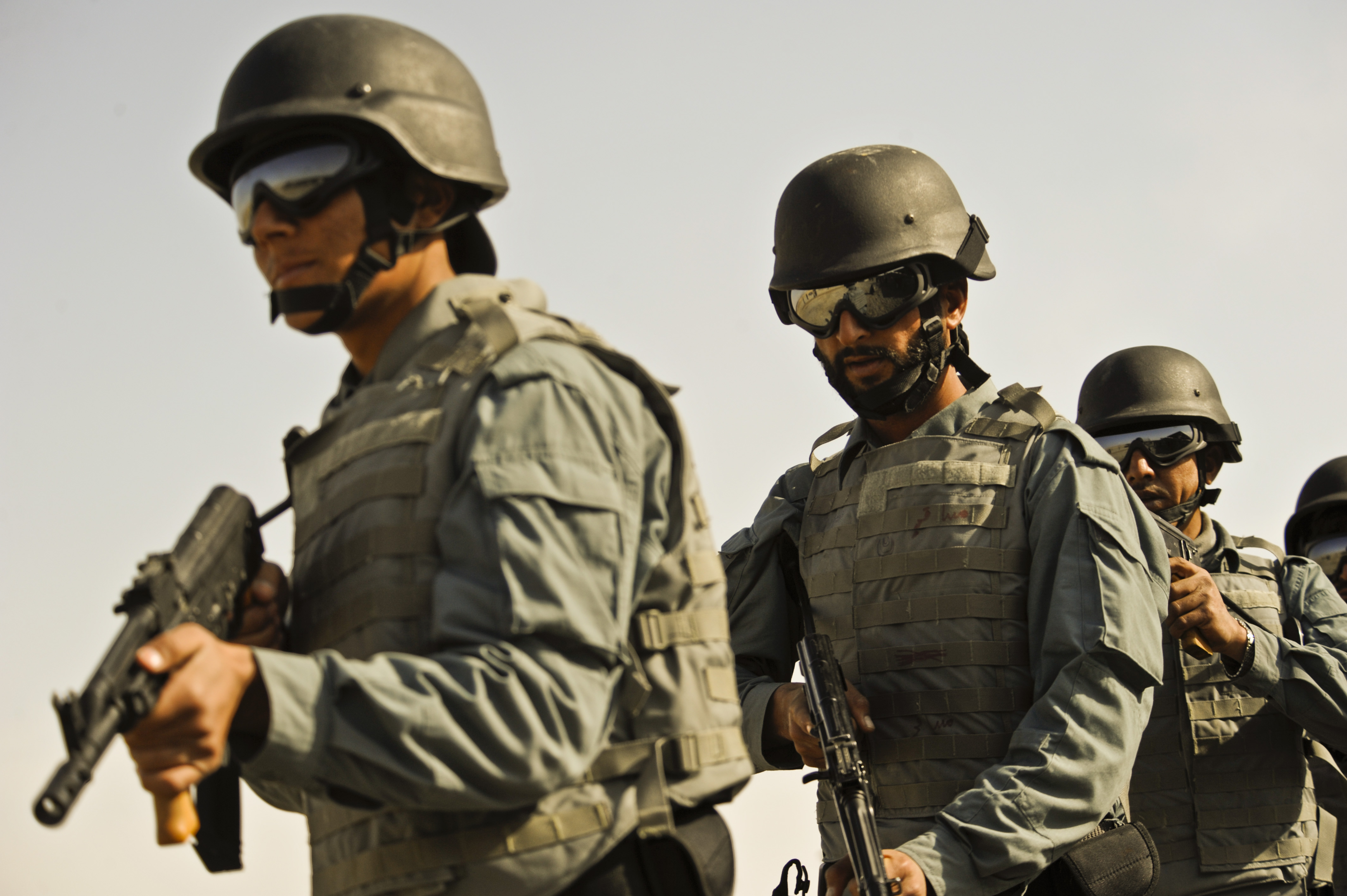
アフガニスタン警察の隊員。ボディアーマーとヘルメットを着用し、AMD-65自動小銃を装備している。

アフガニスタンの警察（アフガニスタンのけいさつ）は、アフガニスタン・イスラム共和国の警察のこと。アフガニスタンの治安軍の一部を形成する。ターリバーン政権奪取後の現在は、「イスラム首長国警察」と改称している。

## 組織
アフガニスタンの警察は内務省に所属し、以下の組織で構成される。総兵力は11万8000人である。
- アフガン国家警察（Afghan National Police、Afghan Uniform Policeとも）
- 公安警察（Public Security Police）
- アフガン国境警察（Afghan Border Police）
- アフガン防犯警察（Afghan Anti-Crime Police）
- アフガン地方警察（Afghan Local Police）- 2020年9月廃止[2]
- アフガン公衆保護隊（Afghan Public Protection Force）
- 特殊治安隊（Special Security Forces）

## 国家警察
アフガン国家警察はパトロールや警備、犯罪捜査を担当しており、2014年の時点で160,000の警察官を有している。また、SWATに相当する特殊部隊として危機対応部隊(CRU)を保有する。

## 地方警察
アフガン地方警察は都市部以外の村の治安を守るための組織である。
2010年8月に設立された。警察官は村の長老と連合軍の協議により任命される。2015年現在、34州中29州の155郡に展開し、1320箇所の検問所に配置されている。
2020年9月、ガニー大統領はアフガン地方警察を廃止した。アフガン地方警察は地元実力者の関係者が採用されるなど汚職警官が多く、すぐ退職してしまうという問題があった。2万3000人の警察官のうち３分の２はアフガン国家警察やアフガニスタン国陸軍地域隊に異動し、３分の１は解雇する予定である。

## 国境警察
アフガン国境警察は5,529kmものアフガニスタン国境を警備している。大きく6つの区域に分かれて警備を行っており、23,000人の警察官が任務にあたっている

## 特殊治安隊
内務省の治安担当副大臣の下に警察特殊部隊総司令部（General Command Police Special Units）があり、司令部に以下の組織が所属する。
- 危機対応部隊 第222隊(Crisis Response Unit)
- コマンドフォース 第333隊（Commando Force）
- アフガン地域隊 第444隊（Afghan Territorial Force）
- 調査監視隊本部（Investigative & Surveillance Units HQ）と19の調査監視分遣隊
- 警察特別部隊本部（Police Special Units HQ）と33州の警察特別部隊

## アフガン公衆保護隊
アフガン公衆保護隊は国営の民間軍事会社（PSC）である。2010年に国内で活動していた民間軍事会社を解散させて国営化した。アフガン公衆保護隊はアメリカ合衆国国際開発庁やDevelopment Alternatives Incorporated社などに警護サービスを提供している。アフガン公衆保護隊はアフガン国家警察の体制が整うまでの暫定的な組織であり、いずれは廃止される予定である。

## 装備
アフガニスタンの警察は2015年現在、以下の装備を保有している。また2015年、アメリカ合衆国はアフガニスタンの警察に1600台の装甲強化型ハンヴィーや15万7000丁のM16自動小銃（M16A4s型）を支給した。
- 対爆スーツ（276着）[6]
- 爆発物処理用遠隔操作ロボット（268台）[6] - The Machine Lab社のMMP-30
- 小型乗用車（2万6133台）[6]
- 地雷除去装置（63機）[6]
- ハンヴィー （6519台）[6]
- 大型車（377台）[6]